# Asylum (альбом Disturbed)
Asylum — п'ятий студійний альбом американського хеві-метал гурту Disturbed. Він був випущений 31 серпня 2010 року в Сполучених Штатах на Reprise Records. Asylum дебютував на першому місці чарту Billboard 200 з числом продажів понад 179,000 копій. Це четвертий альбом гурту, який дістався до вершини музичного чарту США. До цього така ж серія успішних альбомів була тільки у гуртів Metallica та Linkin Park.
Як і попередній альбом Indestructible, Disturbed випустили самі платівку, до роботи над якою вони приступили у вересні 2009 року і записували в на початку 2010 року. Девід Дрейман описав його так:
Альбом також нерозбірливий, але він показує рівень нашої зрілості. Ми відчуваємо, що це найсильніша наша робота, над якою ми всі працювали. Наш стиль зберігся, але з великою технічністю.
Музика демонструє більш важкий звук, лірично теми варіюються від особистих до політичних і провокаційних. 14 липня 2010 року був випущений сингл "Another Way To Die". 19 липня було випущено радіо-версію головного треку «Asylum». 31 серпня вийшов сам альбом, який отримав позитивні відгуки від критиків.

## Список композицій
| #     | Назва                | Тривалість |
| ----- | -------------------- | ---------- |
| 1.    | «Remnants»           | 2:43       |
| 2.    | «Asylum»             | 4:36       |
| 3.    | «The Infection»      | 4:08       |
| 4.    | «Warrior»            | 3:25       |
| 5.    | «Another Way to Die» | 4:14       |
| 6.    | «Never Again»        | 3:34       |
| 7.    | «Animal»             | 4:14       |
| 8.    | «Crucified»          | 4:37       |
| 9.    | «Serpentine»         | 4:10       |
| 10.   | «My Child»           | 3:18       |
| 11.   | «Sacrifice»          | 4:00       |
| 12.   | «Innocence»          | 4:31       |
| 13.   | «ISHFWILF»           | 5:28       |
| 52:53 |                      |            |

| Делюкс версія | Делюкс версія                   | Делюкс версія |
| #             | Назва                           | Тривалість    |
| ------------- | ------------------------------- | ------------- |
| 14.           | «Leave It Alone»                | 4:07          |
| 15.           | «Down with the Sickness (Live)» | 5:55          |
| 16.           | «Stricken (Live)»               | 4:17          |
| 17.           | «Living After Midnight»         | 4:25          |
| 01:11:35      |                                 |               |

## Учасники запису
- Девід Дрейман — основний вокал (со-продюсер)
- Ден Донеган — гітари, електроніка (продюсер)
- Майк Венгрен — ударні (со-продюсер)
- Джон Моєр— бас-гітара, бек-вокал